# A Business Buccaneer

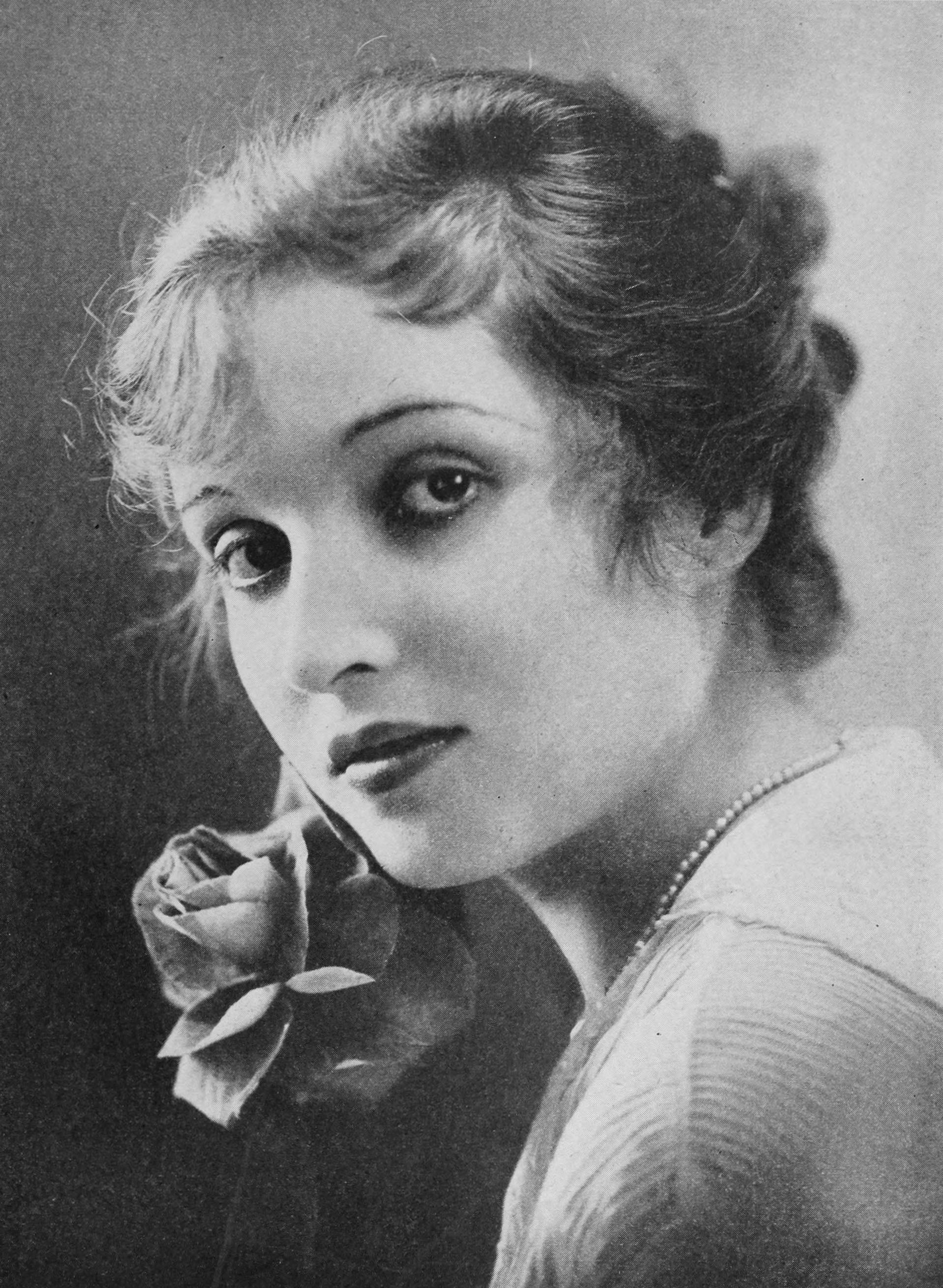
O filme estrelou Alice Joyce.

A Business Buccaneer é um curto filme de comédia mudo norte-americano de 1912. Foi a quinta vez que Earle Foxe e Alice Joyce tinham trabalhado juntos naquele ano.

## Elenco
- Tom Moore
- Alice Joyce
- Earle Foxe
- Cleo Madison
- Stuart Holmes